# Czam
Czam, cham, cz’am (tyb. 'chams; taniec) – rytualny taniec tybetański, który wykonują w klasztorach odpowiednio wyszkoleni mnisi lub lamowie, podczas którego pokazywane są świeckiej publiczności wyobrażenia bóstw wzywanych w czasie medytacji.
Wyróżnia się dwa podstawowe rodzaje tego typu tańca: statyczny, w którym dominuje recytacja (określany niekiedy mianem czamu Milarepy, charakterystyczny przede wszystkim dla buddyzmu mongolskiego) oraz dynamiczny, w którym pojawia się pantomimiczny układ ruchowy (z maskami i bez nich). Jest regularnie odprawiany we wszystkich większych klasztorach.

## Charakterystyka
Czam jest swego rodzaju egzorcyzmem, który ma na celu pozbycie się nieprzyjaznych sił działających na szkodę wspólnoty widzów, którzy przez udzielenie wsparcia finansowego i obecność na uroczystości przysporzyli sobie wiele zasług duchowych. Święty taniec odbywa się ku czci bóstw opiekuńczych, które przedstawiają przebrani mnisi z maskami na twarzach. Przy pomocy rytmicznych ruchów, ewolucji tanecznych i teatralnych gestów w takt muzyki, odgrywane jest zwycięstwo bóstw opiekuńczych nad wrogim demonem. Każdy klasztor ma swoje bóstwo opiekuńcze, więc w każdym przedstawienia mają odmienny charakter. Czam występuje we wszystkich krajach, gdzie rozpowszechniony jest buddyzm tybetański (Tybet, Ladakh, Bhutan i Mongolia).

### Taniec Czarnych Kapeluszy
Podczas święta klasztoru Curp’u z Doliny Dowo Lung taniec ten jest nazywany tańcem Czarnych Kapeluszy, a mnisi tańczący go odgrywają role wojowników stojących na straży wielkiego ładu oraz harmonii we wszechświecie. Czarny kapelusz ma tutaj symbolikę całego świata, a jego czubek to mityczna Góra Merdu, czyli nieruchome centrum wszechświata – axis mundi.

### Funkcje społeczne
Zrozumienie głębokiego znaczenia tańca cz’am wykracza poza możliwości niewtajemniczonych (większości ludzi). Ważne jest jednak to, że obrzęd przyciąga wiernych i zapewnia głębokie przeżycia religijne i ludyczne. Uczestnictwo w święcie przerywa rytm świeckiego życia, wprowadza w wymiar duchowy i integruje okresowo lokalne społeczności, których członkowie przybywają do klasztoru nawet z bardzo odległych miejscowości.

## Czas występowania
Czas trwania tańców zależy od miejscowych obyczajów i kalendarza świątecznego; zwykle trwają one jeden dzień lub dwa dni. Podczas szczególnie ważnych świąt tańce odbywają się na zakończenie wcześniejszych uroczystości. Obok tańców oczyszczających (np. Yamantaka czy Mahakala) program uroczystości może przewidywać także inne tańce, ilustrujące przypowieści dydaktyczne.

## Historia
W sensie historyczno-genologicznym można wyznaczyć kilka ważnych momentów procesu wyspecjalizowania się czamu. Podstawą ideową jest tantryczne przekonanie, iż taniec jest sposobem osiągnięcia duchowego wyzwolenia i stanowi nieodłączną część tradycji religijnej. W tradycjach buddyzmu tantrycznego przyjmuje się, że rytualny taniec jest częścią liturgii, zestawem zachowań, które – jak podają religijne opowieści – były najpierw postrzegane w wizjach wielkich duchowych mistrzów, a dopiero potem zapisywane przez kolejne pokolenia. Właśnie w takim aspekcie opisał czam uczeń Nagardżuny (ok. 120 r. n.e.), który zanotował informacje o 58 układach tanecznych wraz z ich charakterystyką i sanskryckimi nazwami. Podstawą formalną są dla czamu przystosowane do nowych warunków kulturowych elementy rytualnego tańca indyjskiego. Na zestaw przejętych z kultury wedyjskiej mudr, mimiki i ruchów nałożyły się czynniki rodzimej religii Tybetu, czyli bön, na przykład obrzędowe elementy szamanistyczne, takie jak wypędzanie starego roku i przywoływanie nowego albo ceremonie ofiarowania ludzkiego ciała. Jeszcze później czynniki wedyjskie i bönowskie zostały ponownie zinterpretowane przez przedstawicieli buddyzmu.
Jak podaje tradycja religijna, taniec rytualny stosował już Padmasambhava, legendarny założyciel buddyzmu w Tybecie, który dzięki specjalnym gestom i ruchom odegnał nieoświecone duchy, umożliwiając tym samym zbudowanie pierwszego tybetańskiego klasztoru buddyjskiego Samje. Od tego momentu czam stosowany był w szkołach ningmapy, na przykład taniec ukazujący osiem aspektów Padmasambhawy nazywany Tseciu (tyb. tshad bcu), opisywany przez tybetańskiego mistrza Ciełanga. Później także szkoły kagju i gelugpa zaczęły stosować czam w swoich praktykach duchowych. Przywódca ostatniej z wymienionych szkół buddyzmu tybetańskiego V Dalajlama Ngałang Lobsang Gjatso opisał pierwszy czam o bóstwach opiekuńczych buddyzmu, który był odgrywany w tej tradycji. Także później, za czasów VII Dalajlamy, powstały kolejne tańce o tej tematyce oraz o reformatorze i założycielu tradycji gelugpa – Tsongkapie. Autorem wielu popularnych widowisk czam był również Thangtong Gjalpo, czternastowieczny jogin, odkrywca tak zwanych term (gter ma), ukrytych tekstów, lekarz, konstruktor i dramaturg. Czam, zadomowiony w Tybecie, dotarł z czasem do Mongolii (na przełomie XVIII i XIX wieku) i trwał tam do końca lat trzydziestych XX wieku, przyjmując formę widowisk o Geserze czy Erliku.

## Koncepcja wyzwolenia
Tak rozumiane dzieło sztuki jest według tradycji podporą duchowości (ālambana, rten), stanowi pomoc w praktyce; integruje ciało, mowę i umysł w procesie zmierzającym do osiągnięcia wyzwolenia. Sztuka sakralna wiąże się ściśle z koncepcją wyzwolenia przez zmysły, która zakłada możliwość ominięcia intelektu i niedoskonałego medium języka na rzecz poznania bardziej intuicyjnego. Istnieje wiele różnych schematów klasyfikacji wyzwoleń przez zmysły, podawanych przez różnych nauczycieli, najpełniejsza wydaje się ta dokonana przez Czogjama Trungpę, który wyróżnił sześć typów:
- wyzwolenie przez myślenie (’dren grol) – myślowe odwołanie się do oświeconego bytu, zwykle buddy lub bodhisattwy, oraz praktyka przeniesienia świadomości;
- wyzwolenie przez dotyk (reg grol)
- wyzwolenie przez noszenie (brtags grol)
- wyzwolenie przez smak (myang grol)
- wyzwolenie przez słuchanie (thos grol)
- wyzwolenie przez widzenie (mthong grol)[4]